# Luigi di Canossa
Luigi Kardinal di Canossa, italijanski rimskokatoliški jezuit, duhovnik, škof in kardinal, * 20. april 1809, Verona, † 12. marec 1900, Verona.

## Življenjepis
1841 je prejel duhovniško posvečenje.
30. septembra 1861 je postal škof Verone; škofovsko posvečenje je prejel 23. januarja 1982.
12. marca 1877 je postal kardinal-duhovnik S. Marcello.